# Diamentowy Mikrofon
Diamentowy Mikrofon – nagroda  przyznawana od 1995 roku przez Zarząd Polskiego Radia. Przyznawana jest wybitnym twórcom radiowym (pracownikom i współpracowników Polskiego Radia). Po raz pierwszy nagrodę przyznano z okazji 70-lecia Polskiego Radia.

## Laureaci
| imię i nazwisko                                             | rok przyznania nagrody | uzasadnienie | uwagi |
| ----------------------------------------------------------- | ---------------------- | --- | --- |
| Stefania Grodzieńska                                        | 1995                   | | |
| Ksawery Jasieński                                           | 1995                   | | |
| Irena Kwiatkowska                                           | 1995                   | | |
| Lucjan Kydryński                                            | 1995                   | | |
| Jeremi Przybora                                             | 1995                   | | |
| Wacław Przybylski                                           | 1995                   | | |
| Alina Rudnicka                                              | 1995                   | | |
| Jerzy Rosołowski                                            | 1995                   | | |
| Bohdan Tomaszewski                                          | 1995                   | | |
| Stella Weber-Lutogniewska                                   | 1995                   | | |
| Jerzy Waldorff                                              | 1995                   | | |
| Maria Koterbska-Frankl                                      | 1996                   | | |
| Czesław Miłosz                                              | 1996                   | | |
| Jan Paweł II                                                | 2000                   | | |
| Jan Nowak-Jeziorański                                       | 2002                   | Za „niepowtarzalną i ważną społecznie rolę, jaką odegrał kierując Rozgłośnią Polską Radia Wolna Europa oraz za propagowanie przemian dokonujących się w Polsce, a zwłaszcza przystąpienia Polski do NATO oraz procesu integracji z Unią Europejską”.                                         | Nagrodę wręczono 19 września 2002 w warszawskim klubie RWE. |
| Włada Majewska                                              | 2005                   | Za "twórczość radiową, która jest barwną ilustracją historii polskiej radiofonii". | Nagrodę wręczono 16 września 2005 w Warszawie podczas Gali na 80-lecie Polskiego Radia. |
| Andrzej Mularczyk                                           | 2005                   | Za „wszechstronną twórczość radiową, szczególnie w dziedzinie dramaturgii oraz za współtworzenie przez 45 lat wyjątkowej powieści radiowej W Jezioranach”. | |
| Tadeusz Sznuk                                               | 2005                   | Za "całokształt radiowych dokonań i utrwalenie wzorca budowania przyjaźni Polskiego Radia ze słuchaczami". | Nagrodę wręczono 16 września 2005 w Warszawie podczas Gali na 80-lecie Polskiego Radia. |
| Zbigniew Zapasiewicz                                        | 2005                   | Za „wielkie i wybitne kreacje aktorskie w spektaklach i słuchowiskach teatru wyobraźni Polskiego Radia”. | Nagrodę wręczono 16 września 2005 w Warszawie podczas Gali na 80-lecie Polskiego Radia. |
| Wojciech Młynarski                                          | 2008                   | Za „całokształt dorobku artystycznego oraz stałą obecność jego twórczości na falach Polskiego Radia”. | Nagrodę wręczono podczas 45 Festiwalu Piosenki Polskiej w Opolu. |
| Justyna Steczkowska                                         | 2009                   | | |
| Narodowa Orkiestra Symfoniczna Polskiego Radia w Katowicach | 2010                   | Za „ogromny dorobek artystyczny, wielkie uznanie na całym świecie oraz za stałą obecność na antenach Polskiego Radia przez 75 lat”. | |
| Irena Santor                                                | 2013                   | Za „wyjątkowy głos, talent i sceniczną osobowość, dzięki którym od ponad 50 lat jest jedną z najjaśniejszych gwiazd polskiej piosenki, za zawodową wierność Polskiemu Radiu, w którego archiwach znajdują się setki jej nagrań, w tym wiele dokonanych z towarzyszeniem radiowych orkiestr”. | Nagrodę wręczono podczas 50. Krajowego Festiwalu Piosenki Polskiej w Opolu, w czasie Gali Jubileuszowej. |
| Danuta Szaflarska                                           | 2015                   | Za „wybitne role w imponującej liczbie słuchowisk radiowych Polskiego Radia; za charakterystyczny zawsze rozpoznawalny głos, który towarzyszy pokoleniom słuchaczy od najmłodszych lat”. | Nagrodę wręczono 21 kwietnia 2015 w Teatrze Wielkim – Operze Narodowej w Warszawie, podczas gali z okazji obchodów 90-lecia Polskiego Radia.                                                                                                |
| krakowscy hejnaliści                                        | 2015                   | Za „owianą legendą pracę i rolę, jaką sumiennie odgrywają w historii Ojczyzny i anteny Pierwszego Programu Polskiego Radia”. | Nagrodę wręczono 21 kwietnia 2015 w Teatrze Wielkim – Operze Narodowej w Warszawie, podczas gali z okazji obchodów 90-lecia Polskiego Radia. W imieniu muzyków statuetkę odebrał Komendant Miejskiej Państwowej Straży Pożarnej w Krakowie. |
| Sława Przybylska                                            | 2015                   | Za prawie 60-letnią więź z Polskim Radiem i najpiękniejsze polskie piosenki, dzięki którym artystka stała się autentycznym ambasadorem polskiej kultury. | nagrodę wręczono 14 czerwca 2015, podczas 52 Krajowego Festiwalu Piosenki Polskiej w Opolu, na koncercie z okazji 90-lecia Polskiego Radia                                                                                                  |
| Halina Frąckowiak                                           | 2016                   | W uznaniu wieloletniej więzi z Polskim Radiem, za najpiękniejsze polskie piosenki oraz łączenie pozycji niekwestionowanej gwiazdy estrady z wielkim ciepłem i życzliwością dla słuchaczy. | |